# (2142) Landau
(2142) Landau es un asteroide perteneciente al cinturón de asteroides, de la familia asteroidal de Temis, descubierto el 3 de abril de 1972 por la astrónoma soviética Liudmila Chernyj desde el Observatorio Astrofísico de Crimea (República de Crimea, Rusia).

## Designación y nombre
Designado provisionalmente como 1972 GA. Fue nombrado en homenaje al físico soviético Lev Landáu.